# LIVE FILMS YUZU ONLINE TOUR 2020 AGAIN
『LIVE FILMS YUZU ONLINE TOUR 2020 AGAIN』は、ゆずのライブビデオ。2021年1月27日にYUZU Official Store限定で発売。5枚組。
2021年1月末に発送された。
| 『LIVE FILMS YUZU ONLINE TOUR 2020』 | 『LIVE FILMS YUZU ONLINE TOUR 2020』 |
| ゆず の ライブ・ビデオ               | ゆず の ライブ・ビデオ               |
| ------------------------------------ | ------------------------------------ |
| リリース                             | 2021年1月27日                        |
| ジャンル                             | J-POP                                |
| 時間                                 | 436分                                |
| レーベル                             | トイズファクトリー                   |
| テンプレートを表示                   |                                      |

## 概要
9月27日からデビュー記念日にあたる10月25日まで、毎週日曜日の21時、動画配信プラットフォーム「OPENREC.tv」にて配信された有料オンラインライブ。
毎公演、横浜のゆかりある会場と異なるテーマを立てて開催され、代表曲『夏色』以外の楽曲すべて総替えのセットリストで構成。
北川悠仁、岩沢厚治の二人だけのステージながら、最新のAR(拡張現実感)技術やピグとのコラボレーションなど、オンラインならではの演出を用いた唯一無二のライブは、毎週Twitterで #ゆずオンラインツアー のハッシュタグがトレンド入りするほどの盛り上がりに。
Day5の横浜文化体育館公演は、閉館した同会場の最終公演となった。
「公私混同」「種」「流れ者」「花咲ク街」「そのときには」は今作が初映像化である。

## ＜disc1＞ Day1.出発点
【横浜文化体育館】
1.大バカ者
2.手紙
3.始発列車
4.境界線
5.いつか
6.雨と泪
7.連呼
8.傍観者
9.気になる木
10.ジャニス
11.夏色
12.ユーモラス
13.公私混同
［特典映像］
傍観者(北川悠仁ソロカメラver)

## ＜disc2＞ Day2.思春期
【岡村中学校】
1.友達の唄
2.待ちぼうけ
3.種
4.流れ者
5.心の音
6.ねこじゃらし
7.嗚呼、青春の日々
8.岡村ムラムラブギウギ
9.濃
10.ぼくの漫画の主人公
11.タッタ
12.夏色
13.シュビドゥバー
［特典映像］
心の音(岩沢厚治ソロカメラver)

## ＜disc3＞ Day3.新天地
【ぴあアリーナMM】
1.遊園地
2.始まりの場所
3.ウソっぱち
4.月影
5.うまく言えない
6.桜木町
7.うたエール
8.スミレ
9.青
10.夏色
11.花咲ク街
12.そのときには
［特典映像］
ウソっぱち(岩沢厚治ソロカメラver)
うまく言えない(北川悠仁ソロカメラver)

## ＜disc4＞ Day4.青写真
【神奈川県民ホール】
1.月曜日の週末
2.四時五分
3.サヨナラバス
4.灰皿の上から
5.虹
6.地下街
7.眼差し
8.飛べない鳥
9.春風
10.陽はまた昇る
11.夏色
12.またあえる日まで
［特典映像］
灰皿の上から(岩沢厚治ソロカメラver)

## ＜disc5＞ Day5.未来図
【横浜文化体育館】
1.センチメンタル
2.3カウント
3.夕暮れどき
4.からっぽ
5.心のままに
6.贈る詩
7.栄光の架橋
8.みらい
9.みぞれ雪
10.少年
11.夏色
12.アゲイン2
13.ツアーお疲れさまのうた
［特典映像］
心のままに(北川悠仁ソロカメラver)